# Patrycia Centeno Vispo
Patrycia Centeno Vispo   (la Corunya, 19 de febrer de 1983) és una periodista, escriptora i especialista en comunicació política no verbal catalana. Pionera i experta en comunicació no verbal, ha treballat també com a periodista de moda i assessora d'imatge. Col·laboradora amb freqüència al programa Estat de Gràcia de Catalunya Ràdio. El seu compte twitter @politicaymoda i el seu bloc Política y moda són entre els més influents pel que fa a l'anàlisi política.

## Obres
- Política y Moda, la imagen del poder (2012)
- Espejo de Marx: ¿La izquierda no puede vestir bien? (2013)
- Sin decir ni mu: El poder de la comunicación no verbal (2019)